# Neermolen (Ellikom)
De Neermolen was een watermolen, gelegen op de Abeek aan de Neermolenweg 9 te Ellikom, Limburg (B), enkele honderden meters stroomafwaarts van de Hoogmolen.
De molen was van het type onderslagmolen en fungeerde als korenmolen. Waarschijnlijk was dit de oudste graanwatermolen van het dorp. Ze werd al in 1448 vermeld. In 1502 was ze in bezit van Johan van Gulpen, die Commandeur was van de Commanderij van Gruitrode.
Tijdens de 1e helft van de 20e eeuw heeft de molen ook nog enige tijd als zaagmolen dienstgedaan. In 1935 werd het gebouw in steen opgetrokken, maar in 1954 werd de maalinrichting verwijderd, en in 1978 ook de zaag en ook het waterrad verdween. Het molenhuis verkommerde en na een brand bleef er omzeggens niets meer van over. Het molenhuis werd gedeeltelijk heropgebouwd en werd een woninkje. Enkel de brug waarop vroeger de molenas rustte is nog overgebleven.